# Francesco Lomanto

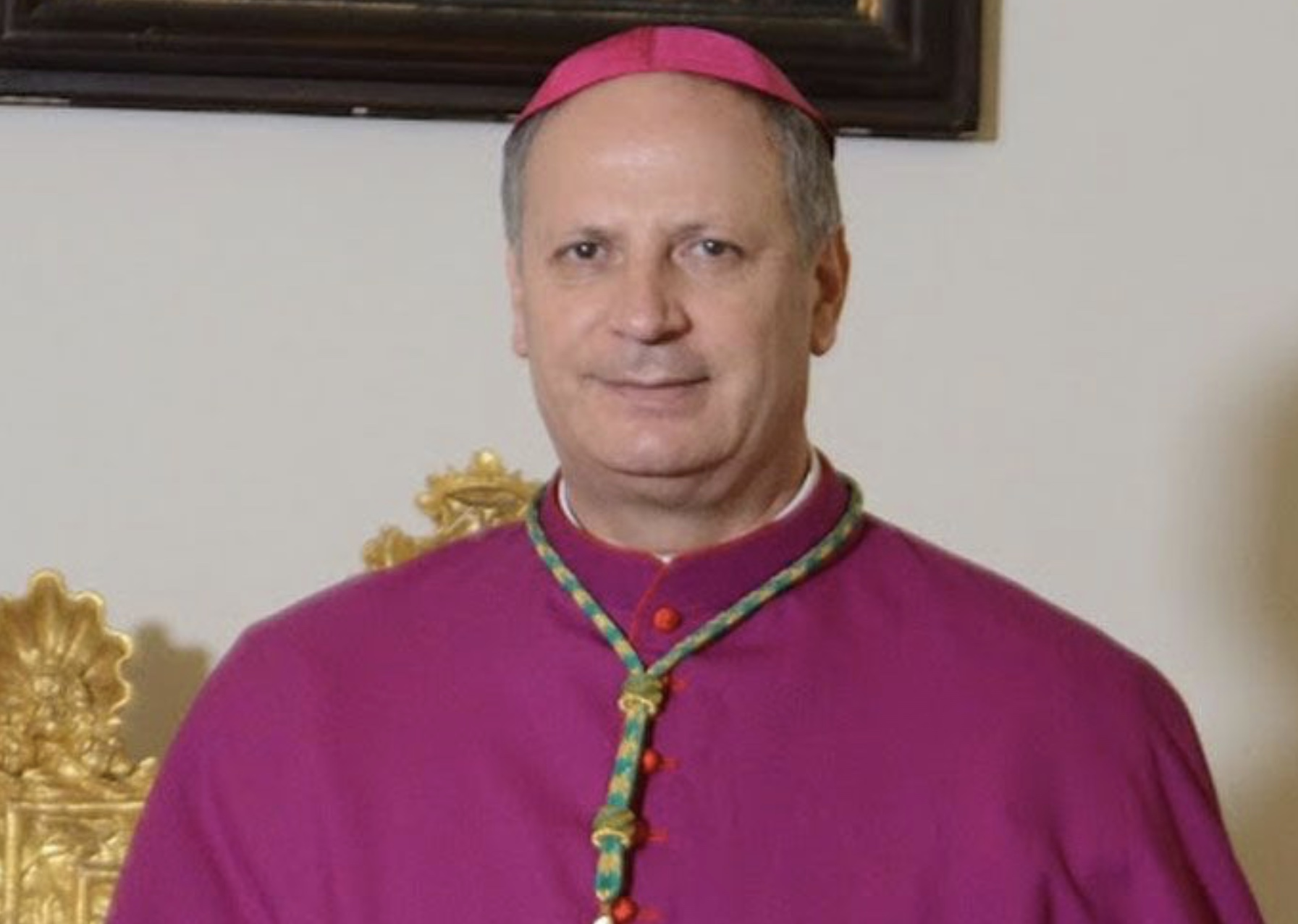
Erzbischof Francesco Lomanto (2020)

Erzbischofswappen

Francesco Lomanto (* 2. März 1962 in Mussomeli, Provinz Caltanissetta) ist ein italienischer Geistlicher und römisch-katholischer Erzbischof von Syrakus.

## Leben
Francesco Lomanto besuchte von 1976 bis 1981 das Bischöfliche Knabenseminar in Caltanissetta. Anschließend studierte Lomanto Philosophie und Katholische Theologie am Priesterseminar in Caltanissetta. Er empfing am 29. Juni 1986 das Sakrament der Priesterweihe für das Bistum Caltanissetta.
Nach der Priesterweihe war Francesco Lomanto als Pfarrvikar in Villalba, San Cataldo und Caltanissetta tätig. Zudem unterrichtete er von 1986 bis 1989 an verschiedenen staatlichen Schulen sowie von 1992 bis 1996 am Bischöflichen Knabenseminar in Caltanissetta und am Institut für Religionswissenschaften Sant’Agostino. Daneben erwarb Lomanto 1991 an der Päpstlichen Universität Gregoriana in Rom ein Lizenziat im Fach Kirchengeschichte und 1992 an der Vatikanischen Schule für Paläografie, Diplomatik und Archivkunde ein Diplom. Von 1996 bis 2011 war Francesco Lomanto als Pfarrer der Pfarrei Sant’Enrico in Mussomeli tätig. 2008 wurde Lomanto an der Päpstlichen Universität Gregoriana im Fach Kirchengeschichte promoviert.
Neben seinen genannten Funktionen lehrte Francesco Lomanto bereits seit 1992 am Theologischen Institut Mons. G. Guttadauro in Caltanissetta und seit 1993 an der Päpstlichen Theologischen Fakultät von Sizilien „San Giovanni Evangelista“ in Palermo. Sein Forschungsschwerpunkt liegt im Bereich der Geschichte des Bistums Caltanissetta.
Am 24. Juli 2020 ernannte ihn Papst Franziskus zum Erzbischof von Syrakus. Der Bischof von Caltanissetta, Mario Russotto, spendete ihm am 24. Oktober desselben Jahres im Santuario della Madonna delle Lacrime in Syrakus die Bischofsweihe; Mitkonsekratoren waren der emeritierte Erzbischof von Syrakus, Salvatore Pappalardo, und der Erzbischof von Catania, Salvatore Gristina.